# Presence of the Lord
Presence of the Lord ist ein Rocksong, der von dem britischen Rockmusiker Eric Clapton geschrieben und im August 1969 auf dem Album Blind Faith der gleichnamigen Musikgruppe veröffentlicht wurde. Darüber hinaus veröffentlichte Clapton den Titel auf etlichen Kompilations- und Livealben, darunter E.C. Was Here von 1975, Backtrackin’ von 1984, Crossroads von 1988, The Cream of Clapton von 1995, Crossroads 2: Live in the Seventies von 1996, Complete Clapton von 2007, Icon von 2011 sowie Forever Man von 2015.

## Inhalt und Musik
Der Song handelt von Vertrauen und Claptons Leben nach seinem Austritt aus der Band Cream. Clapton befand sich zu der Zeit in einem glücklichen Lebensabschnitt und war erfreut, mit Blind Faith auftreten zu können. In Presence of the Lord beschäftigt sich Clapton zum ersten Mal in einem Lied mit dem Thema Spiritualität. Seiner eigenen Aussage nach ist die Kernaussage des Texts „Gott (oder wie auch immer man ihn nennen möge) zu danken für was auch immer passiert.“ Allmusic-Kritiker Bill Janovitz findet, dass Clapton zumindest kurzzeitig und im Lied ein wenig Ruhe gefunden habe. Steve Winwood sang auf dem Stück, da er laut Clapton die hohen Töne besser traf.